# Karl Barry Sharpless
Karl Barry Sharpless je američki kemičar poznat po svom radu na stereoselektivnim reakcijama. Dobitnik je Nobelove nagrade za kemiju 2001. i 2022. godine.

## Životopis

### Ranije godine
Rođen u Philadelphiji 28.travnja 1941. Maturirao u školi Friends Central School 1959. Diplomirao na fakultetu Dartmouth 1963., a doktorirao na sveučilištu Stanford 1968. Nastavio post - doktorski rad na sveučilištima Stanford i Harvard.

### Istraživanje
Profesor na Massachusettskom tehnološkom institutu (MIT)  (1970-1977) i (1980 - 1990) Od 1990. profesor u Istraživačkom institutu Scripps, a od 1996. u Institutu za kemijsku biologiju Skaggs.  
2001. godine dobitnik je polovice Nobelove nagrade za kemiju. Njegova je istraživačka grupa razvila katalizatore za asimetričnu epoksidaciju alilnih alkohola u epoksi-alkohole, a zatim otkrila da se molekularna sita mogu upotrijebiti za daljnje poboljšanje učinkovitosti asimetrične epoksidacije, procesa koji omogućuje industrijsku proizvodnju kiralnih spojeva, važnih u sintezi beta - blokatora za liječenje srčanih bolesti. Razvili su i osmijeve katalizatore za dehidroksilaciju olefina u kiralne diole. Nobelovu nagradu podijelio je s William S. Knowlesom i Ryoji Noyorijem. Primio i mnoga druga priznanja, među kojima i Prelogovu medalju Savezne visoke tehničke škole u Zürichu (1998).

### Osobni život
Oženio se s Jan Dueser 28. travnja 1965., s kojom ima troje djece; Hannah (rođena 1976), William (rođen 1978) i Isaac (rođen 1980).

## Vanjske povezince
- K. Barry Sharpless na Istraživačkom institutu Scripps (eng.)  Arhivirana inačica izvorne stranice od 6. siječnja 2010. (Wayback Machine)
- Sharplessovo predavanje na Nobelovoj nagradi(eng.)